# كوكس بازار

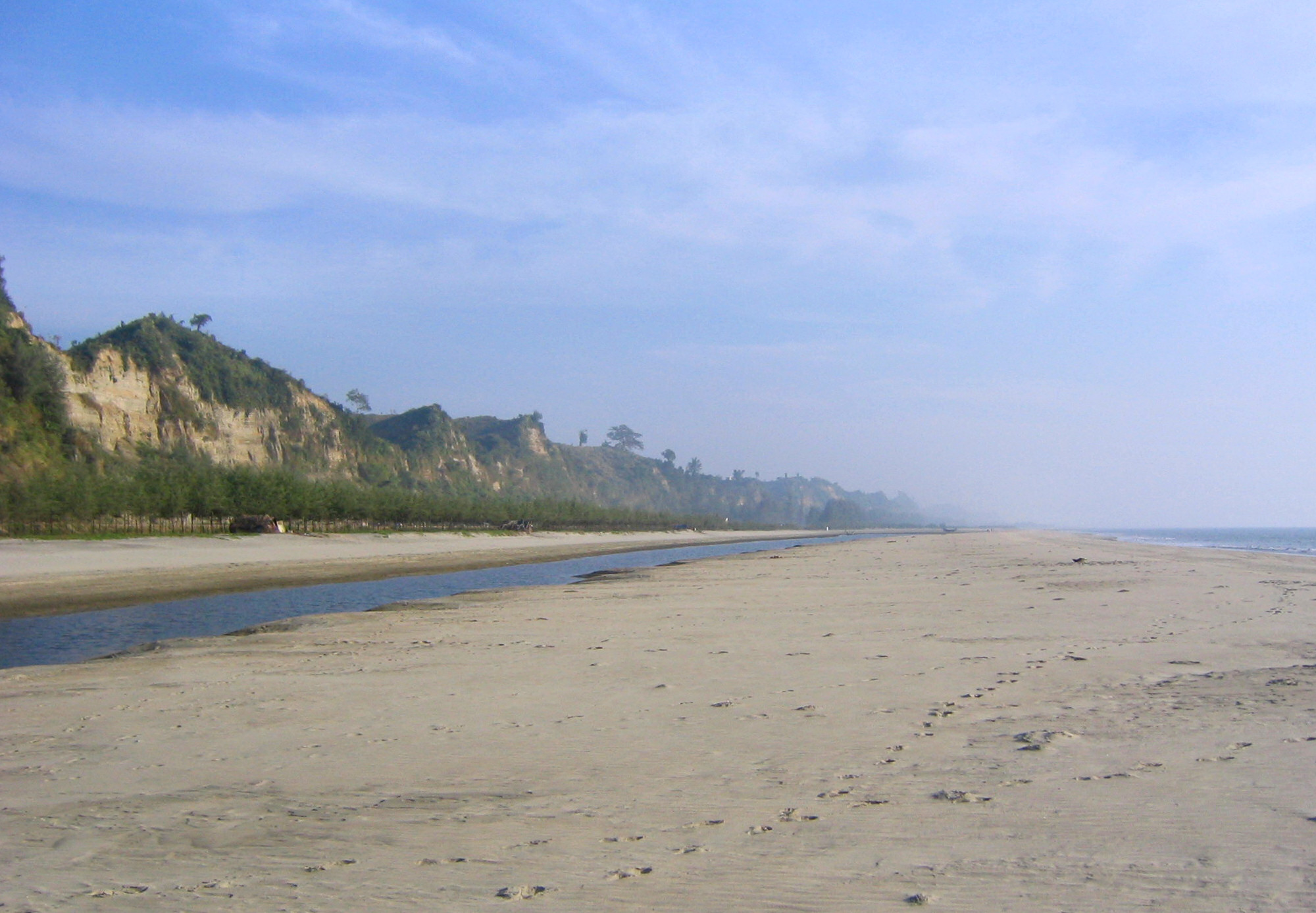
شاطئ كوكس بازار.

كوكس بازار مدينة في بنغلاديش تقع في خليج البنغال جنوب شيتاغونغ بنحو 120كم. تعتبر مدينة ساحلية ذات أهمية سياحية، تمتلك شاطئًا يمتد بشكل مستمر لمسافة أكثر 120 كيلو مترًا، والذي يعتبر الأطول في العالم. ويوجد فيها مسجد معروف باسم مسجد بدر مقام يقدسه ناس بحد كبير

## التاريخ
منذ أوائل القرن التاسع كانت منطقة شيتاغونغ الكبرى بما في ذلك كوكس بازار تحت حكم ملوك آراكان حتى تم غزوها من قبل المغول في عام 1666 م. عندما كان الأمير المغولي شاه شجاع يمر عبر التضاريس الجبلية في كوكس بازار الحالية في طريقه إلى آراكان انجذب إلى جمالها الخلاب والآسر. وأمر قواته بالتخييم هناك. توقفت حاشيته المكونة من ألف بالانكوينز هناك لبعض الوقت. لا يزال مكان يسمى دولهازارا ويعني «ألف بالانكوين» موجودًا في المنطقة.
بعد المغول أصبح المكان تحت سيطرة تيبرا والأراكان تلاهم البرتغاليون ثم البريطانيون.
نشأ اسم كوكس بازار من اسم ضابط شركة الهند الشرقية البريطانية الكابتن حيرام كوكس الذي تم تعيينه مشرفًا على موقع بالونكي (كوكس بازار الآن)، خلف وارن هاستينغز الذي أصبح حاكم البنغال بعد قانون شركة الهند الشرقية البريطانية في عام 1773. شرع كوكس في مهمة إعادة تأهيل وتوطين اللاجئين الأراكان في المنطقة. قام بإعادة تأهيل العديد من اللاجئين في المنطقة لكنه توفي عام 1799 قبل أن ينهي عمله. ولإحياء ذكراه تم إنشاء سوق وسميت باسمه كوكس بازار. تأسست كوكس بازار لأول مرة في عام 1854 وأصبحت بلدية في عام 1869.
بعد تمرد سيبوي في عام 1857 تعرضت شركة الهند الشرقية البريطانية لانتقادات شديدة لأسباب إنسانية، وخاصة بسبب احتكارها لتجارة الأفيون في شبه القارة الهندية. ومع ذلك بعد حلها في 1 يناير 1874 ، استحوذ التاج البريطاني على أصول الشركة بما في ذلك القوات المسلحة. بعد هذا الاستيلاء تم إعلان كوكس بازار منطقة في مقاطعة البنغال تحت التاج البريطاني.

### القرن العشرين
بعد انتهاء الحكم البريطاني في عام 1947 أصبحت كوكس بازار جزءًا من شرق باكستان. أنشأ الكابتن المحامي فضل الكريم (أول رئيس بعد الاستقلال لبلدية كوكس بازار) غابة تاماريسك على طول الشاطئ. أراد جذب السياح وكذلك حماية الشاطئ من موجات المد. تبرع بالكثير من أراضي والد زوجته وأراضيه الخاصة كمواقع لبناء مكتبة عامة وقاعة بلدية. تحمس كريم لبناء كوكس بازار كموقع سياحي بعد رؤية شواطئ بومباي وكراتشي، وكان رائدًا في تطوير كوكس بازار كوجهة. أنشأ كريم مستشفى للولادة وملعب ونظام الصرف الصحي من خلال الحصول على منح من مؤسسة فورد ومؤسسة روكفيلر عبر المراسلات. كان تي إتش ماثيوز مدير كلية داكا الهندسية (1949 ~ 1954) صديقًا ساعده في جهود جمع التبرعات هذه. بينما المهندس شاندي شاران داس كان المهندس المدني الحكومي الذي عمل في كل هذه المشاريع.
في عام 1961 بدأت هيئة المسح الجيولوجي الباكستانية التحقيق في المعادن المشعة مثل المونازيت حول منطقة شاطئ البحر في كوكس بازار.
في عام 1971 تم استخدام رصيف ميناء كوكس بازار كميناء بحري بواسطة الزوارق المدفعية التابعة للبحرية الباكستانية. كان هذا ومهبط الطائرات المجاور للقوات الجوية الباكستانية مسرحًا لقصف مكيف من قبل البحرية الهندية خلال حرب الاستقلال البنغلاديشية. خلال الحرب قتل الجنود الباكستانيون العديد من الأشخاص في البلدة بمن فيهم المحامي البارز جنانيندرالال تشودري. كما تم تسجيل مقتل اثنين من المناضلين من أجل الحرية يُدعى فرهاد وسوبهاش في بدر مقام في التاريخ.
بعد استقلال بنجلاديش بدأت كوكس بازار في تلقي الاهتمام الإداري. في عام 1972 تم تحويل لجنة بلدة كوكس بازار مرة أخرى إلى بلدية. في عام 1975 أنشأت حكومة بنغلاديش مصنعًا تجريبيًا في كالاتالي. في عام 1984 تمت ترقية تقسيم كوكس بازار إلى مقاطعة وبعد خمس سنوات (في عام 1989) تم رفع مستوى بلدية كوكس بازار إلى الدرجة باء. في عام 1994 تم إنشاء محطة المصايد البحرية والتكنولوجيا إم إف تي إس(MFTS) في كوكس بازار. وهي محطة أبحاث تابعة لمعهد بنغلاديش لبحوث مصايد الأسماك (BFRI) ومقرها في ميمنسينغ. تغطي المحطة مساحة أربعة هكتارات وتحتوي على خمسة مختبرات.

### القرن الواحد والعشرون
في سبتمبر 2012 كانت البلدية موقع أعمال الشغب في كوكس بازار ورامو، حيث هاجم مسلمون محليون المجتمع البوذي بسبب تدنيس للقرآن نُشر على فيسبوك.
في عام 2017 وصل مئات الآلاف من اللاجئين من ميانمار إلى كوكس بازار ، وبلغ عددهم 725000 في أكتوبر 2018 مما يجعله أكبر مخيم للاجئين في العالم.
في 14 مايو 2020 تم اكتشاف أول حالة مؤكدة لـ كوفيد-19 بين 860،000 لاجئ من الروهينغا الذين يعيشون في منطقة كوكس بازار.

## الجغرافيا والمناخ
تقع كوكس بازار على بعد 150 كم (93 ميل) جنوب مدينة شيتاغونغ الرئيسية. تبلغ مساحة مدينة كوكس بازار 6.85 كيلومتر مربع (2.64 ميل مربع)، ويحدها نهر بخالي من الشمال والشرق، وخليج البنغال في الغرب، واتحاد جيلوانج في الجنوب.
يتميز الشاطئ في كوكس بازار بمنحدر لطيف ويبلغ طوله 155 كيلومترًا (96 ميلًا)، ويُطلق عليه غالبًا «أطول شاطئ بحري طبيعي غير منقطع» في العالم.
تقع كوكس بازار على سهل ساحلي في الركن الجنوبي الشرقي من بنغلاديش. من الأعلى يبدو السهل منتفخًا إلى خليج البنغال. على طول الشاطئ توجد منطقة شاسعة من الشاطئ والكثبان الرملية. تم بناء معظم المدينة على سهل فيضي أقل ارتفاعًا من الكثبان الرملية مما يجعلها أكثر عرضة للفيضانات بسبب الأعاصير وعرام العواصف. تشكل سهل كوكس بازار الساحلي بعد أن وصل البحر إلى مستواه الحالي منذ حوالي 6500 عام ، حيث شكلت منطقة السهول الفيضية الحالية في الأصل حوضًا للرواسب تم ملؤه تدريجياً منذ ذلك الحين بواسطة نهر بكخلي بالإضافة إلى تيارات أصغر تنحدر من التلال.
يتم تحديد مناخ بنغلاديش في الغالب من خلال موقعها في منطقة الرياح الموسمية الاستوائية: ارتفاع درجة الحرارة، والأمطار الغزيرة، والرطوبة الزائدة بشكل عام مع اختلافات موسمية مميزة. مناخ كوكس بازار مشابه في الغالب لمناخ بقية البلاد. كما تتميز بالموقع في المنطقة الساحلية. يبلغ متوسط درجة الحرارة السنوية في كوكس بازار 34.8 درجة مئوية (94.6 درجة فهرنهايت) كحد أقصى و 16.1 درجة مئوية (61.0 درجة فهرنهايت) كحد أدنى. يبلغ متوسط كمية الأمطار 3،524 ملم (138.7 بوصة).
يظهر الجدول التالي التغييرات المناخية على مدار السنة لكوكس بازار:
| البيانات المناخية لـكوكس بازار                  | البيانات المناخية لـكوكس بازار | البيانات المناخية لـكوكس بازار | البيانات المناخية لـكوكس بازار | البيانات المناخية لـكوكس بازار | البيانات المناخية لـكوكس بازار | البيانات المناخية لـكوكس بازار | البيانات المناخية لـكوكس بازار | البيانات المناخية لـكوكس بازار | البيانات المناخية لـكوكس بازار | البيانات المناخية لـكوكس بازار | البيانات المناخية لـكوكس بازار | البيانات المناخية لـكوكس بازار | البيانات المناخية لـكوكس بازار |
| الشهر                                           | يناير                          | فبراير                         | مارس                           | أبريل                          | مايو                           | يونيو                          | يوليو                          | أغسطس                          | سبتمبر                         | أكتوبر                         | نوفمبر                         | ديسمبر                         | المعدل السنوي                  |
| ----------------------------------------------- | ------------------------------ | ------------------------------ | ------------------------------ | ------------------------------ | ------------------------------ | ------------------------------ | ------------------------------ | ------------------------------ | ------------------------------ | ------------------------------ | ------------------------------ | ------------------------------ | ------------------------------ |
| الدرجة القصوى °م (°ف)                           | 32.8 (91.0)                    | 33.9 (93.0)                    | 36.1 (97.0)                    | 37.2 (99.0)                    | 35.0 (95.0)                    | 36.1 (97.0)                    | 33.3 (91.9)                    | 33.3 (91.9)                    | 34.4 (93.9)                    | 33.9 (93.0)                    | 33.3 (91.9)                    | 31.7 (89.1)                    | 37.2 (99.0)                    |
| متوسط درجة الحرارة الكبرى °م (°ف)               | 26.7 (80.1)                    | 28.5 (83.3)                    | 30.9 (87.6)                    | 32.1 (89.8)                    | 32.3 (90.1)                    | 30.7 (87.3)                    | 30.0 (86.0)                    | 30.2 (86.4)                    | 30.9 (87.6)                    | 31.6 (88.9)                    | 30.0 (86.0)                    | 27.5 (81.5)                    | 30.1 (86.2)                    |
| متوسط درجة الحرارة الصغرى °م (°ف)               | 15.0 (59.0)                    | 17.0 (62.6)                    | 20.7 (69.3)                    | 23.9 (75.0)                    | 25.1 (77.2)                    | 25.2 (77.4)                    | 25.1 (77.2)                    | 25.0 (77.0)                    | 25.0 (77.0)                    | 24.3 (75.7)                    | 21.1 (70.0)                    | 16.5 (61.7)                    | 22.0 (71.6)                    |
| أدنى درجة حرارة °م (°ف)                         | 7.8 (46.0)                     | 9.4 (48.9)                     | 11.1 (52.0)                    | 16.1 (61.0)                    | 16.7 (62.1)                    | 20.6 (69.1)                    | 21.7 (71.1)                    | 19.4 (66.9)                    | 21.7 (71.1)                    | 17.2 (63.0)                    | 13.3 (55.9)                    | 8.9 (48.0)                     | 7.8 (46.0)                     |
| الهطول مم (إنش)                                 | 4.1 (0.16)                     | 17.0 (0.67)                    | 34.7 (1.37)                    | 121.8 (4.80)                   | 286.8 (11.29)                  | 801.9 (31.57)                  | 924.6 (36.40)                  | 667.1 (26.26)                  | 330.1 (13.00)                  | 213.6 (8.41)                   | 109.4 (4.31)                   | 13.0 (0.51)                    | 3٬524٫1 (138.74)               |
| متوسط أيام هطول الأمطار                         | 1                              | 2                              | 3                              | 6                              | 13                             | 19                             | 22                             | 21                             | 14                             | 7                              | 4                              | 1                              | 113                            |
| متوسط الرطوبة النسبية (%)                       | 72                             | 71                             | 75                             | 78                             | 80                             | 87                             | 89                             | 88                             | 86                             | 82                             | 77                             | 74                             | 80                             |
| المصدر #1: Bangladesh Meteorological Department |                                |                                |                                |                                |                                |                                |                                |                                |                                |                                |                                |                                |                                |
| المصدر #2: الأرصاد الجوية الألمانية (extremes)  |                                |                                |                                |                                |                                |                                |                                |                                |                                |                                |                                |                                |                                |

## أعلام
- توحيد العلم سابوز

## الاقتصاد والتنمية

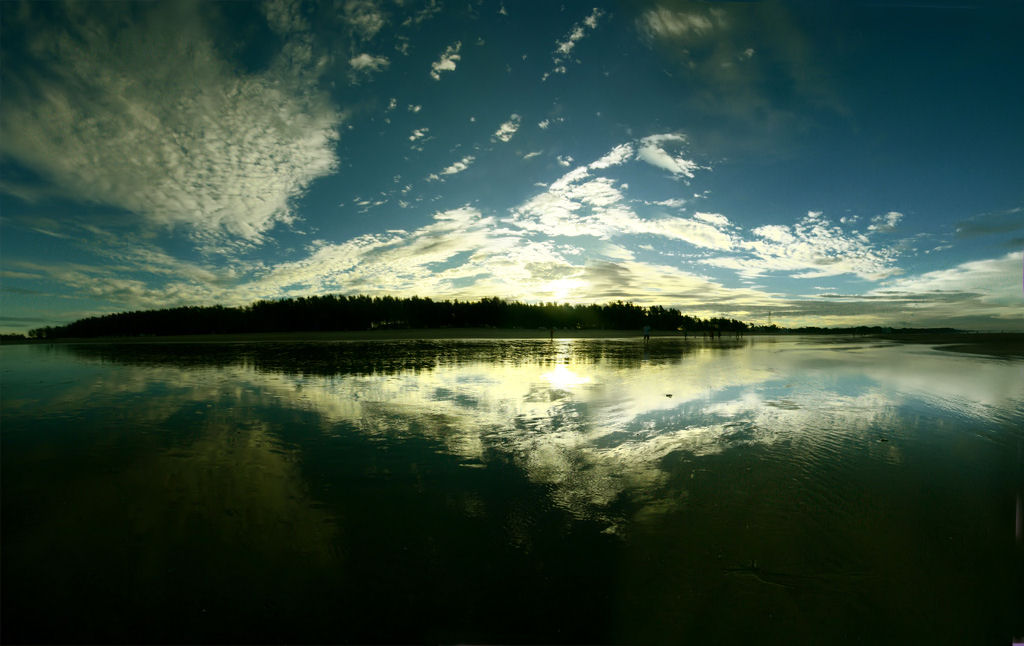
بانوراما كوكس بازار في الصباح الباكر: غيوم وسماء زرقاء، مياه ساكنة وغابات على مسافة.

محطة هبوط الكابلات البحرية.

النشاط الاقتصادي الرئيسي في كوكس بازار هو السياحة. تم بناء عدد من الفنادق ودور الضيافة والموتيلات في المدينة والمنطقة الساحلية، ويشارك الكثير من الناس في صناعة الخدمات. المحار والقواقع واللآلئ وزخارفها تحظى بشعبية كبيرة بين السياح ويشارك الناس في أعمال النقل للسياح.
يشارك الناس في صيد الأسماك وجمع المأكولات البحرية والمنتجات البحرية لكسب قوتهم. كوكس بازار هي واحدة من المواقع الرئيسية القليلة لتربية الأحياء المائية في بنغلاديش. إلى جانب خولنا تعتبر كوكس بازار مصدرًا رئيسيًا للإيرادات من التبادلات الأجنبية، إلى جانب مزيج من الزراعة على نطاق صغير، والصيد البحري والداخلي وإنتاج الملح هي مصادر صناعية أخرى تلعب أدوارًا مهمة في الاقتصاد الوطني.
في أبريل 2007 عندما تم توصيل بنغلاديش بشبكة الكابلات البحرية كعضو في جمعية سي مي وي 4 تم اختيار كوكس بازار كمحطة هبوط للكابل البحري.

## السياحة

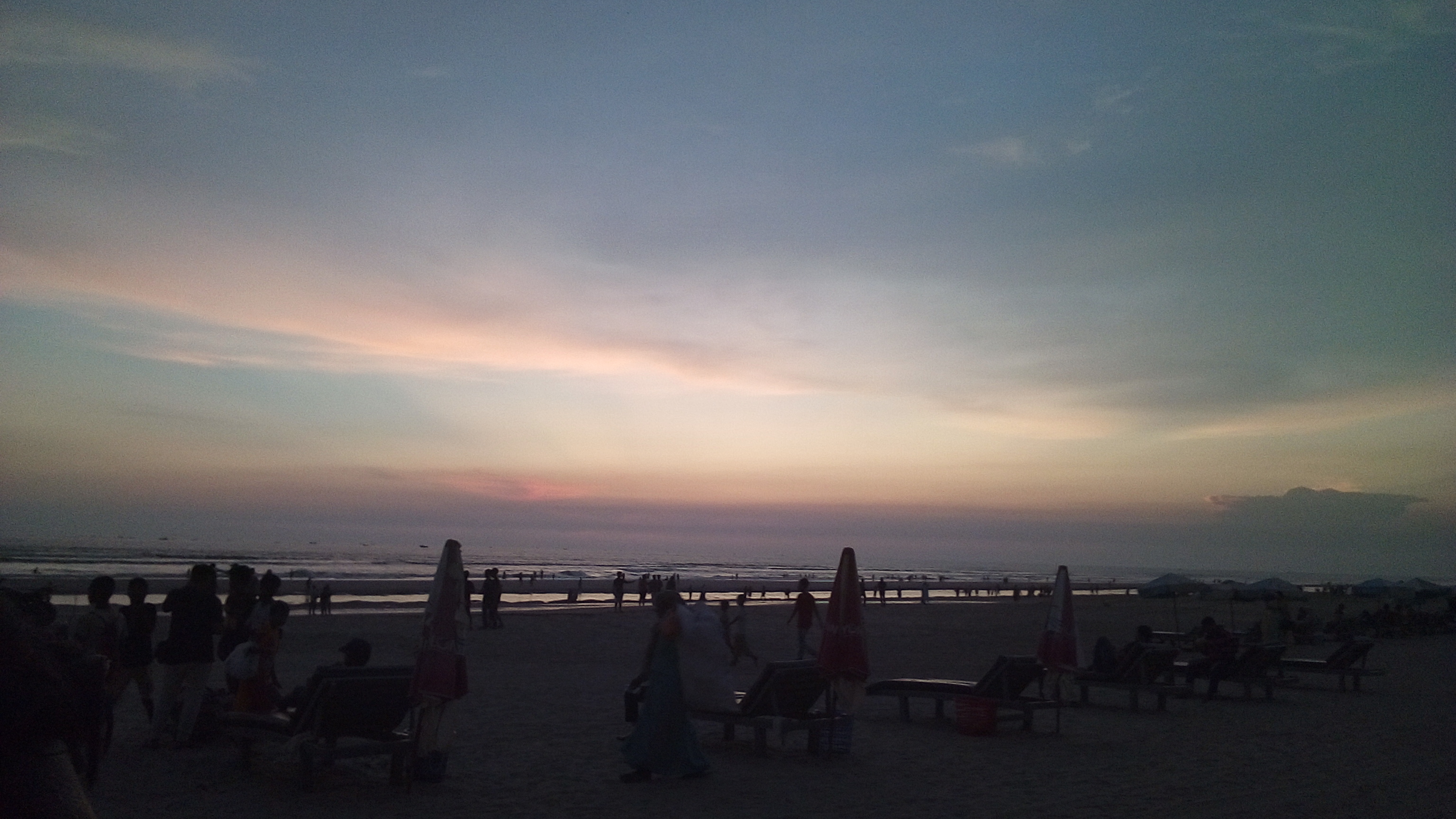
كوكس بازار (شاطئ كولاتولي) بعد غروب الشمس.

- شاطئ كوكس بازار: الشاطئ في كوكس بازار هو عامل الجذب الرئيسي للمدينة بطول 150 كم (93 ميل) كما يطلق عليه «أطول شاطئ بحري طبيعي غير منقطع» في العالم. هناك عدة فنادق 3 نجوم و 5 نجوم توفر منطقة الشاطئ الحصرية مع الملحقات للسائح. يزور الزوار في الفنادق الأخرى شاطئ لبوني وهي منطقة الشاطئ الأقرب إلى المدينة. بخلاف الشاطئ توجد العديد من الأماكن الهامة بالقرب من المدينة والتي يمكن زيارتها بسهولة من وسط المدينة.[21][22]
- حديقة هيمشاري الوطنية: تقع هيمشاري جنوب مدينة كوكس بازار. وتتكون من غابات مطيرة استوائية مورقة وأراضي عشبية وأشجار، وتتميز بعدد من الشلالات يتدفق أكبرها نحو الشاطئ الرملي المشمس. تم إنشاء الحديقة الوطنية في عام 1980 من قبل حكومة بنغلاديش كمنطقة محمية للبحث والتعليم والترفيه. ذات مرة كانت أراضي الدوس لقطعان الأفيال الآسيوية. لا تزال موطنًا لعدد محدود من هذه الثدييات.
- آغميدا خاينغ (Aggmeda Khyang): دير بوذي كبير ومكان يوقره حوالي 400000 بوذي في كوكس بازار وتشيتاغونغ هيل تراكتس. الحرم الرئيسي معلق على سلسلة من الأعمدة الخشبية المستديرة. يحتوي على غرفة للصلاة وقاعة تجميع بالإضافة إلى مستودع لصور بوذا البرونزية الكبيرة والصغيرة وعدد من المخطوطات القديمة.
- رامو: حوالي 10 كيلومترات (6 ميل) من كوكس بازار[23]، هي قرية ذات عدد كبير من السكان البوذيين. تبيع القرية المصنوعات اليدوية والسيجار محلي الصنع. هناك أديرة وخيانغ وباغودا تحتوي على صور لبوذا من البرونز والذهب ومعادن أخرى مع الأحجار الكريمة. أحد المعابد ، على ضفة نهر باجكالي ، يضم آثارًا ومصنوعات يدوية بورمية ، وأيضًا تمثال برونزي كبير لبوذا يبلغ ارتفاعه ثلاثة عشر قدمًا يرتكز على قاعدة عالية ستة أقدام. يمارس النساجون تجارتهم في ورش عمل مفتوحة ويصنع الحرفيون السيجار يدويًا في منازلهم الشبيهة بالباغودا.
- بانغباندو شيخ مجيب سفاري بارك(دولهازارا سفاري بارك): هي أول حديقة سفاري في بنغلاديش. تم تطوير دولهازارا سفاري بارك على مناظر طبيعية متموجة تبلغ مساحتها حوالي 2224 فدانًا (9.00 كيلومتر مربع) من منطقة شاكاريا أوبازيلا في منطقة كوكس بازار. طبيعة الغابة استوائية دائمة الخضرة وغنية بـ جارجان و بويلام و تيلسور و تشاباليش جنبًا إلى جنب مع الأعشاب والشجيرات والزواحف. سفاري بارك هي منطقة محمية معلنة حيث يتم الاحتفاظ بالحيوانات في منطقة كبيرة إلى حد ما مع بيئة طبيعية ويمكن للزوار رؤية الحيوان بسهولة عندما يزورون بالحافلة أو الجيب أو سيرًا على الأقدام. تم إنشاء هذه الحديقة على أساس نموذج جنوب آسيا. تعد حديقة السفاري هذه امتدادًا لمحمية للحيوانات تقع على طول طريق شيتاغونغ كوكس بازار على بعد حوالي 50 كم (30 ميل) من مدينة كوكس بازار. يحمي المحمية نفسها عددًا كبيرًا من الأفيال البرية التي تنتمي إلى المنطقة. في حديقة السفاري ، توجد أفيال مستأنسة متاحة للركوب. تشمل عوامل الجذب الأخرى للحيوانات الأسود والنمور البنغالية والتماسيح والدببة والشيتال ومجموعة متنوعة من الطيور والقرود.

يقع حوض السمك الوحيد في بنغلاديش في كوكس بازار. تشمل عوامل الجذب أيضًا التزلج الهوائي وركوب الدراجات المائية وركوب الدراجات على الشاطئ وركوب الخيل وعرض سيرك كوكس كرنفال والعديد من المعالم المعمارية ومتنزهات شيشو والعديد من المواقع التصويرية. تقع أكبر حديقة سفاري في البلاد بانغباندو سفاري بارك في مكان قريب. هناك أيضًا محمية غابات، ومنتزه ناف للسياحة والذي لديه أيضًا تلفريك مخطط.
في عام 2013 شكلت حكومة بنغلاديش وحدة الشرطة السياحية لحماية السياح المحليين والأجانب بشكل أفضل، وكذلك لرعاية الطبيعة والحياة البرية في المواقع السياحية في كوكس بازار.